# 麥卡爾曼峰

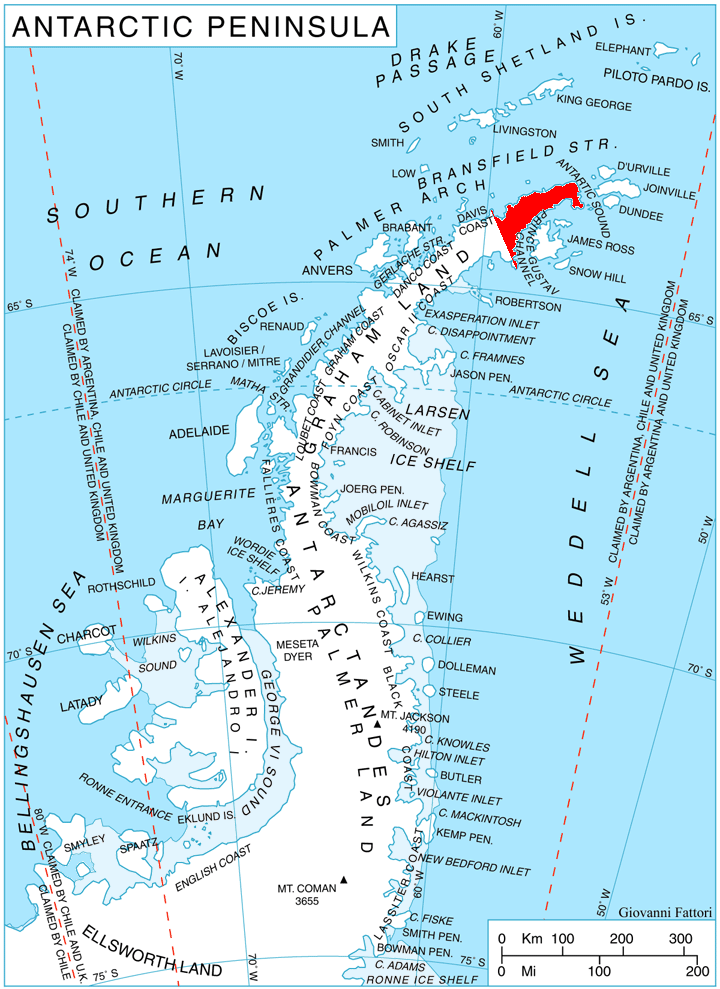

63°37′S 57°47′W / 63.617°S 57.783°W
麥卡爾曼峰（英語：McCalman Peak）是南極洲的山峰，位於葛拉漢地的特里尼蒂半島，處於水晶山以北6公里、戈爾尼克穹丘東北面3.97公里、庫馬塔山東南面6.9公里和扎爾達帕嶺西南面4.55公里。

## 外部連結
- Trinity Peninsula. Scale 1:250000 topographic map.  Institut für Angewandte Geodäsie and British Antarctic Survey, 1996.